# Añón de Moncayo
Anyón de Moncayo (en castellà: Añón o Añón de Moncayo) és un municipi de la província de Saragossa, inclòs a la comarca de Tarassona i el Moncayo. En aquesta població s'hi va establir una comanda de l'orde de Sant Joan de Jerusalem, que pertanyia a la Castellania d'Amposta.
Fins a 1991 es anomenava simplement Añón.